# 山口県立宇部工業高等学校
山口県立宇部工業高等学校（やまぐちけんりつ うべこうぎょうこうとうがっこう, Yamaguchi Prefectural Ube Technical High School）は、山口県宇部市に所在する公立の工業高等学校。

## 概要
1903年（明治36年）に県で最初に設立された「山口県立工業学校」（略称：県工）が起源である。山口県立工業学校は大正初期に生徒の募集を停止したが、その数年後に山口県議会において「新たに県立工業学校を設立する」と議決されたことを受け、宇部興産の創業者である渡辺祐策らが寄付金を募ることで県立宇部工業学校（第一工業学校）を誘致した。その後、県工の同窓会名簿を宇部工業学校が引き継いでいる。2001年から男女共学になった。
2004年（平成16年）に文部科学省スペシャリスト養成事業の指定校となり3年に渡る環境改善研究を行った。2006年（平成18年）12月にその成果を発表して研究活動を完了した。2013年には時事通信社「教育奨励賞」を受賞している。
制服と昼食方法
- 男子：男子校時代から続く伝統的な金ボタン5個の黒詰襟学生服（標準型学生服）
- 女子：紺のブレザーに白ブラウス。
- 食堂も設置されている。

校訓
「誠と熱」
校章
桜を模ったマークの中に、起源となる「山口県立工業学校」の略称「山工」（縦書き）の文字を置いている。
襟章
1年次に黄色、2年次に水色、3年次に土色のものを着ける。この意味については諸説あるが、一般には「黄色は未熟な雛鳥、水色はその雛が成長して飛び立つ空の色、そして土色はそれらを育んだ大地の色である」と言われている。
設置課程・学科
全日制
- 機械科
- 電子機械科
- 電気科　　　　　
- 化学工業科

学校行事
- 体育祭や山工祭（文化祭）には、毎年多数の来客がある。

特色
ロボット関連
2000年（平成12年）に行われた第8回全国高等学校ロボット競技大会で全国優勝を果たし、これまでに同大会では優勝2回、準優勝1回、ベスト8が2回となっている。また、ロボット相撲は2008年（平成20年）の全国大会で準優勝した。2012年：全国準優勝　2013年：全国3位　2014年：全国準優勝、3位　2016年：全日本の部準優勝　世界大会出場　さらに2007年（平成19年）のロボットアメリカンフットボール大会では経済産業大臣賞を受賞している。同大会では2007、2008年共に全国ベスト8であった。2010年：全国3位　2011年：全国3位　2012年：全国ベスト8　経済産業大臣賞　2013年：全国ベスト8　2014年：全国ベスト8
マイコンカーラリーでは同競技の草創期から製作活動に取り組み中国地区の雄となっている。また、その一方で中国地区の工業高校を巡回して講義を行いマイコンカーの普及に努めた。
ものづくりコンテストでは2008年（平成20年）は化学分析部門において中国大会で優勝し全国大会に出場した。

## 沿革

### 旧・工業学校
- 1920年（大正9年）
  - 11月17日 - 厚狭郡宇部村に山口県立宇部工業学校（機械科・電気科）の設置が決定される。
  - 12月15日 - 工業学校規定により文部大臣より山口県立宇部工業学校の設置が認可される。
  - 12月24日 - 事務所を山口県庁学務課内に設置。
- 1921年（大正10年）
  - 4月1日 - 「山口県立宇部工業学校」が開校。機械科と電気科を設置。修業年限を4ヶ年とする。
  - 4月12日 - 県庁内事務所を厚狭郡宇部村立宇部尋常高等小学校（現：宇部市立上宇部小学校[1]）内の仮校舎に移転。
  - 4月25日 - 開校式・第1回入学式を挙行。
- 1922年（大正11年）
  - 3月3日 - 本校舎に移転。
  - 4月 - 校歌を制定。（作詞は大井精、作曲は尾藤武夫）
- 1923年（大正12年）
  - 4月14日 - 宇部共同議会より校旗が寄贈される。
  - 5月2日 - この日を創立記念日と制定。
- 1924年（大正13年）7月15日 - 電気科の卒業生に対して第三種電気事業主任技術者資格が認定される。
- 1925年（大正14年）3月3日 - 第1回卒業式を挙行。
- 1930年（昭和5年）10月25日 - 宇部市有志と卒業生父兄等の寄附により講堂が完成。
- 1932年（昭和7年）4月1日 - 選科（機械科、修業年限2ヶ年）を併設。
- 1934年（昭和9年）4月1日 - 規則を改正し、この年度の入学生から修業年限を4ヶ年から5ヶ年に延長。
- 1936年（昭和11年）4月1日 - 応用化学科を設置。
- 1937年（昭和12年）10月1日 - 第二部機械科を設置（10月入学）。
- 1938年（昭和13年）
  - 4月1日 - 第二本科機械科を設置。
  - 4月11日 - 鉱科・第二部採鉱科を設置（第二部採鉱科は6月入学）。
- 1939年（昭和14年）
  - 3月31日 - 選科機械科を廃止。
  - 4月1日 - 冶金科を設置。
- 1941年（昭和16年）3月31日 - 第二部採鉱科を廃止。
- 1942年（昭和17年）3月31日 - 第二部機械科を廃止。
- 1943年（昭和18年）4月1日 - 山口県立宇部第二工業学校（夜間部）を設置。
- 1944年（昭和19年）4月1日 - 応用化学科を工業化学科と改称。「教育ニ関スル戦時非常措置方策」[2]により山口県立宇部商業学校を併合し、第二本科機械科を専修機械科と改称。
- 1945年（昭和20年）7月2日 - 戦災により全校舎を焼失し、寄宿舎を仮校舎として授業を再開。
- 1946年（昭和21年）
  - 1月8日 - 山口県立宇部商業学校を分離。
  - 4月1日 - 建築科と土木科を設置。
- 1947年（昭和22年）
  - 3月31日 - 専修科機械科を廃止。
  - 5月31日 - 戦災復興第一期新校舎（機械・電気・化学の各実習室）が完成し仮校舎から移転。
- 1948年（昭和23年）3月31日 - 山口県立宇部工業学校（建築科・土木科）・山口県立宇部第二工業学校を廃止。

### 新制高等学校
- 1948年（昭和23年）
  - 4月1日 - 学制改革（六・三・三制の実施）
    - 長門工業学校[3]を統合の上、「山口県立宇部工業高等学校」（新制高等学校、現校名）が発足。
    - 旧・宇部第二工業学校を山口県立宇部第二工業高等学校とし併設。

  - 6月28日 - 第二期新築校舎採鉱科実習室・普通教室・鋳物工場が完成。
- 1949年（昭和24年）
  - 3月31日 - 冶金科を廃止。
  - 4月1日 - 山口県立宇部第二工業高等学校を統合の上、定時制（夜間部）とする。
  - 8月12日 - 新講堂が完成。
- 1951年（昭和26年）
  - 6月16日 - 機械実習室と採鉱実習室が完成。
  - 8月9日 - 図書館が完成。
- 1957年（昭和32年）
  - 1月18日 - 山口県立医科大学（山口大学医学部の前身）と校地校舎転換のために新校舎に移転。
  - 12月2日 - 新校舎・体育館・講堂が完成。
- 1958年（昭和33年）3月31日 - 武道館・給食室が完成。
- 1959年（昭和34年）4月1日 - 電気科を1学級から2学級に増設。
- 1960年（昭和35年）
  - 2月27日 - 第五校舎（普通教室）・渡り廊下が完成。
  - 3月31日 - 球技コート・小型自動車練習場が完成。
- 1962年（昭和37年）
  - 3月 - 採鉱科の募集を停止。
  - 4月1日 - 機械科・工業化学科を1学級から2学級に増設。
- 1963年（昭和38年）
  - 3月31日 - 鉄筋コンクリート造校舎（第一期工事）が完成。
  - 4月1日 - 機械科を全日制で3学級・定時制で2学級に増設。化学工学科を設置。
- 1964年（昭和39年）
  - 2月24日 - 鉄筋コンクリート造校舎（第二期工事）が完成。
  - 3月31日 - 採鉱科を廃止。
  - 4月1日 - 化学工学科を2学級に増設。
- 1965年（昭和40年）3月8日 - コンクリートブロック造の生徒会部室が完成。
- 1966年（昭和41年）
  - 3月31日 - 化学工学科実習棟（第一期工事）が完成。
  - 10月31日 - 化学工学科実習棟（第二期工事）が完成。
- 1967年（昭和42年）2月27日 - 相撲場が完成。
- 1969年（昭和44年）12月15日 - 正門門柱が完成。通学路のアスファルト舗装を施工。
- 1970年（昭和45年）3月31日 - 工業化学科・化学工学科実習棟が完成。
- 1971年（昭和46年）
  - 2月10日 - 体育館が完成。
  - 3月8日 - 普通教室棟・渡り廊下・食堂・受電室が完成。旧体育館を柔剣道場とする。
  - 7月31日 - 旧第一、二、三、四校舎を解体。
- 1972年（昭和47年）
  - 3月23日 - 本館・渡り廊下が完成。
  - 5月1日 - 同窓会の寄贈により、「誠と熱」校訓記念碑を建立。
- 1973年（昭和48年）3月31日 - 中庭造園が完成。
- 1977年（昭和52年）1月25日 - 弓道場が完成。
- 1978年（昭和53年）7月5日 - 木造の旧電気実習棟を解体。
- 1979年（昭和54年）3月31日 - 電気科実習棟が完成。
- 1981年（昭和56年）
  - 6月1日 - 山口県立宇部西高等学校より校地所属替。
  - 12月15日 - 第二グラウンドが完成。
- 1982年（昭和57年）11月9日 - 第二グラウンド体育部室が完成。
- 1983年（昭和58年）
  - 2月10日 - サーキットトレーニング施設が完成。
  - 2月18日 - 雨天ピッチング場が完成。
- 1984年（昭和59年）
  - 2月27日 - 鉄筋平屋の機械科実習棟と附属倉庫等が完成。
  - 3月13日 - 鉄筋3階の機械科実習棟が完成。
  - 4月1日 - 工業化学科と科学工学科を統合し、化学工業科を設置。
  - 8月30日 - プールが完成。
- 1991年（平成3年）
  - 3月1日 - 新柔剣道場が完成。
  - 4月1日 - 電子機械科（1学級）を新設。機械科と電気科を各1学級減じる。
- 1992年（平成4年）4月1日 - 化学工業科を1学級減じる。
- 1993年（平成5年）1月26日 - 化学工業科実習棟の一部を電子機械科実習室に改装。
- 1994年（平成6年）3月22日 - 家庭科教室棟が完成。
- 1999年（平成11年）
  - 3月31日 - 体育部室が完成。
  - 4月1日 - 電気科を1学級減じる。
- 2001年（平成13年）
  - 3月28日 - 校内LANを整備。
  - 4月1日 - 開校以来初めて、女子生徒が入学。
- 2004年（平成16年）4月1日 - 文部科学省によりスペシャリスト養成事業校に指定される。
- 2010年（平成22年）4月1日 - 機械科を1学級増設。
- 2020年（令和2年）7月 - 県央部多部制定時制・通信制高校の設置に伴う、2022年度からの定時制課程の募集停止を発表[4]。
- 2025年（令和7年）3月31日 - 定時制課程を廃止[5]。

## 部活動
- 野球応援は、吹奏楽による応援を一切せず、太鼓と声援だけで独特の応援をおこなっている。
- 1976年（昭和51年）に硬式野球部が春の甲子園に出場、2007年（平成19年）に囲碁将棋部が全国大会初進出を果たした。

体育部
- 陸上競技部
- 水泳部
- 山岳部
- バスケットボール部
- ハンドボール部
- バレーボール部
- ソフトテニス部
- 卓球部
- サッカー部
- 硬式野球部
- 柔道部
- 弓道部
- バドミントン部

文化部
- 新聞部
- 美術部
- 書道部
- JRC部（Junior Red Cross）
- 写真部
- ものづくり研究部
- メカトロ部
- 囲碁・将棋部

## 著名な出身者
- 苣木浅彦（日本鉱物学会桜井賞受賞、東北大学名誉教授）
- 大野篤美（トロント大学客員教授、千葉工業大学名誉教授）
- 安野光雅（絵本作家、文化功労者、国際アンデルセン賞受賞）
- 三鷹淳（歌手）
- 加藤九祚（創価大学、国立民族学博物館名誉教授）
- 福永法源（法の華三法行設立者・元代表）
- HuΣeR（作曲家）
- 小森航大郎（プロ野球選手）

## アクセス
- JR宇部線琴芝駅、宇部新川駅 徒歩約20分